# Aghazadeh
Aghazadeh (persisch: آقازاده, zu Deutsch „Wohlgeborener“) ist eine persische Bezeichnung, die in den 1990er Jahren Eingang in die iranische Umgangssprache gefunden hat, um den Teil der iranischen High Society bzw. den Nachwuchs der politischen Elite zu beschreiben, die ihren Reichtum und Luxus, dem nicht selten der Verdacht der Korruption und Vetternwirtschaft anhaftet, durch Extravaganz, etwa in Sozialen Medien wie Instagram zur Schau stellen.
Beispielgebend führte die Cambridge University Press Familienmitglieder von iranischen Würdenträgern, wie Hashemi Rafsanjani, Nategh Nouri und Vaez Tabasi an.
Im Jahr 2017 wurden „gute Gene“ (Persisch: ژن خوب) im Iran zu einem rhetorischen Stilmittel, um Aghazadehs und ihre einflussreichen Beziehungen zu beschreiben.